# Peter Ramsauer
Peter Ramsauer (ur. 10 lutego 1954 w Monachium) – niemiecki polityk i przedsiębiorca, wiceprzewodniczący Unii Chrześcijańsko-Społecznej (CSU), deputowany do Bundestagu, w latach 2009–2013 minister transportu, budownictwa i rozwoju miast.

## Życiorys
Ukończył w 1973 szkołę średnią w Marquartstein, a w 1978 studia ekonomiczno-handlowe na Uniwersytecie Ludwika i Maksymiliana w Monachium. Kształcił się także i pracował jako młynarz, w 1977 uzyskał kwalifikacje czeladnika, a w 1980 dyplom mistrza. Zajął się prowadzenie rodzinnego przedsiębiorstwa Ramsauer Talmühle KG. W 1985 obronił doktorat na macierzystej uczelni na podstawie pracy zatytułowanej Wirtschaftliche Ziele und Effekte der Gebietsreform in Bayern.
W 1972 wstąpił do Junge Union, chadeckiej młodzieżówki, w latach 1983–1989 pełnił funkcję jej wiceprzewodniczącego w Bawarii. W 1973 został członkiem Unii Chrześcijańsko-Społecznej. Od 1978 do 1991 zasiadał w radzie miejskiej w Traunreut, a od 1984 w radzie powiatu Traunstein. Pełnił różne funkcje w ramach CSU, między innymi kierował jej strukturami w Traunreut. Od 2008 do 2015 zajmował stanowisko wiceprzewodniczącego partii.
W wyborach w 1990 uzyskał po raz pierwszy mandat posła do Bundestagu. Ponownie wybierany na deputowanego w okręgu Traunstein w 1994, 1998, 2002, 2005, 2009, 2013, 2017 i 2021. Był przewodniczącym podgrupy CSU i pierwszym zastępcą przewodniczącego frakcji CDU/CSU (2005–2009).
W październiku 2009 otrzymał nominację na ministra transportu, budownictwa i rozwoju miast w drugim rządzie Angeli Merkel. Urząd ten sprawował do grudnia 2013.
Jest żonaty, ma cztery córki.